# Stahl House
Pour les articles homonymes, voir Stahl et House.
La Stahl House ou Case Study House n°22, est une maison de style architecture californienne moderne, construite par l'architecte californien Pierre Koenig en 1959, à Hollywood Hills (Collines d'Hollywood) de Los Angeles en Californie aux États-Unis. Elle est classée au Registre national des lieux historiques depuis 2013,,.

## Historique
Considérée comme un des symboles représentatifs du rêve moderniste californien des années 1950 et années 1960, et une des icônes emblématiques de l'architecture californienne moderne du XXe siècle, cette maison est construite en 1959, pour l'ancien joueur de football américain Buck Stahl et son épouse Carlotta, dans le cadre du programme des 36 maisons expérimentales avant-gardistes Case Study Houses de John Entenza (rédacteur en chef de la revue d’architecture américaine Arts & Architecture). 

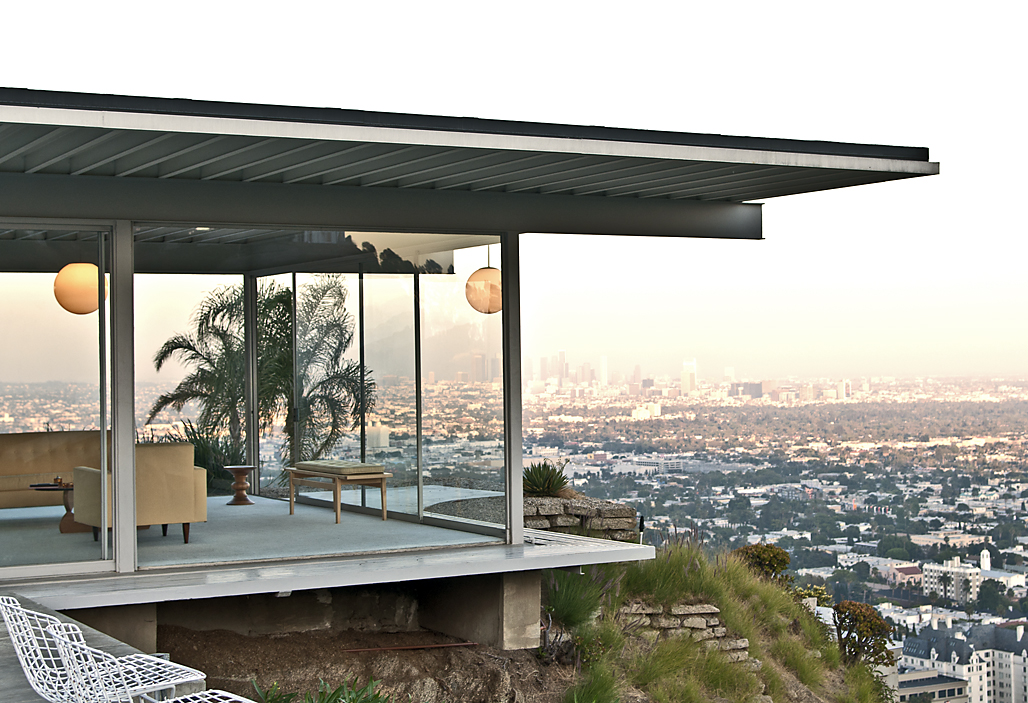
Vue panoramique sur Los Angeles
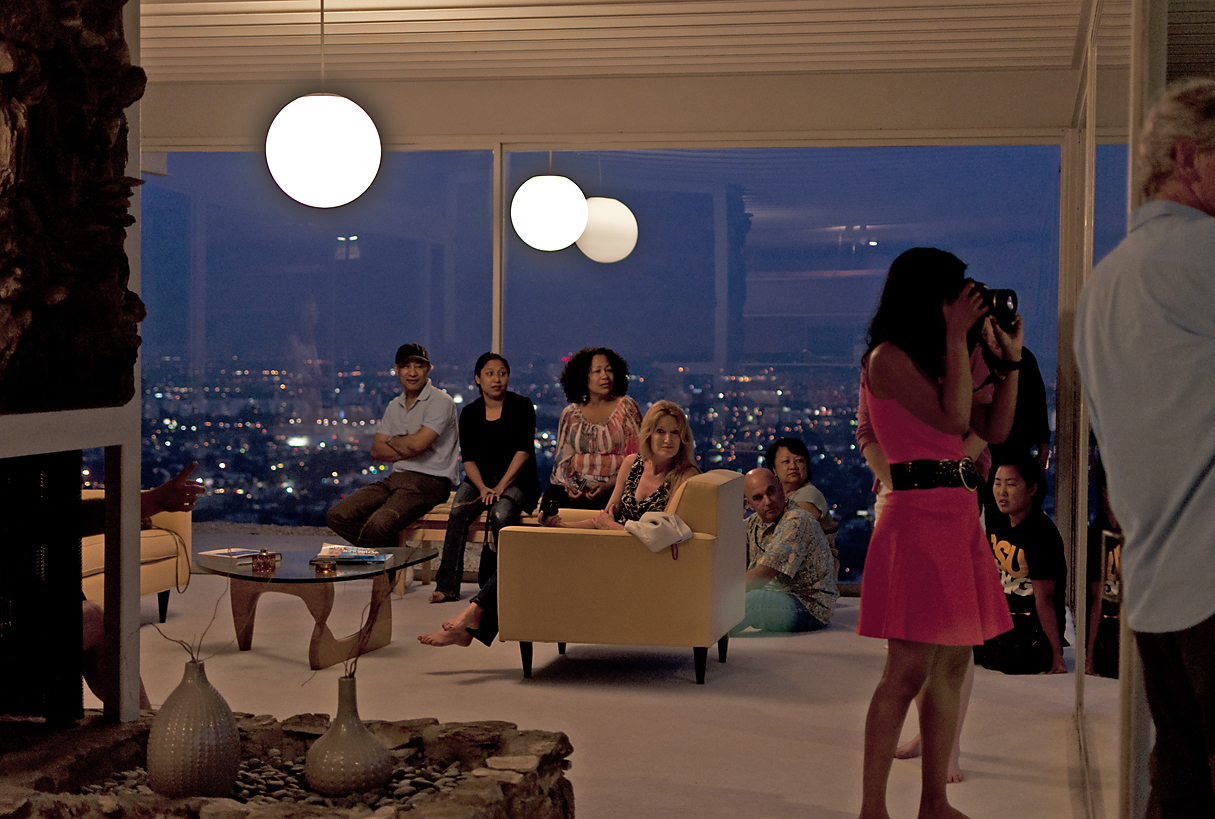
Salon
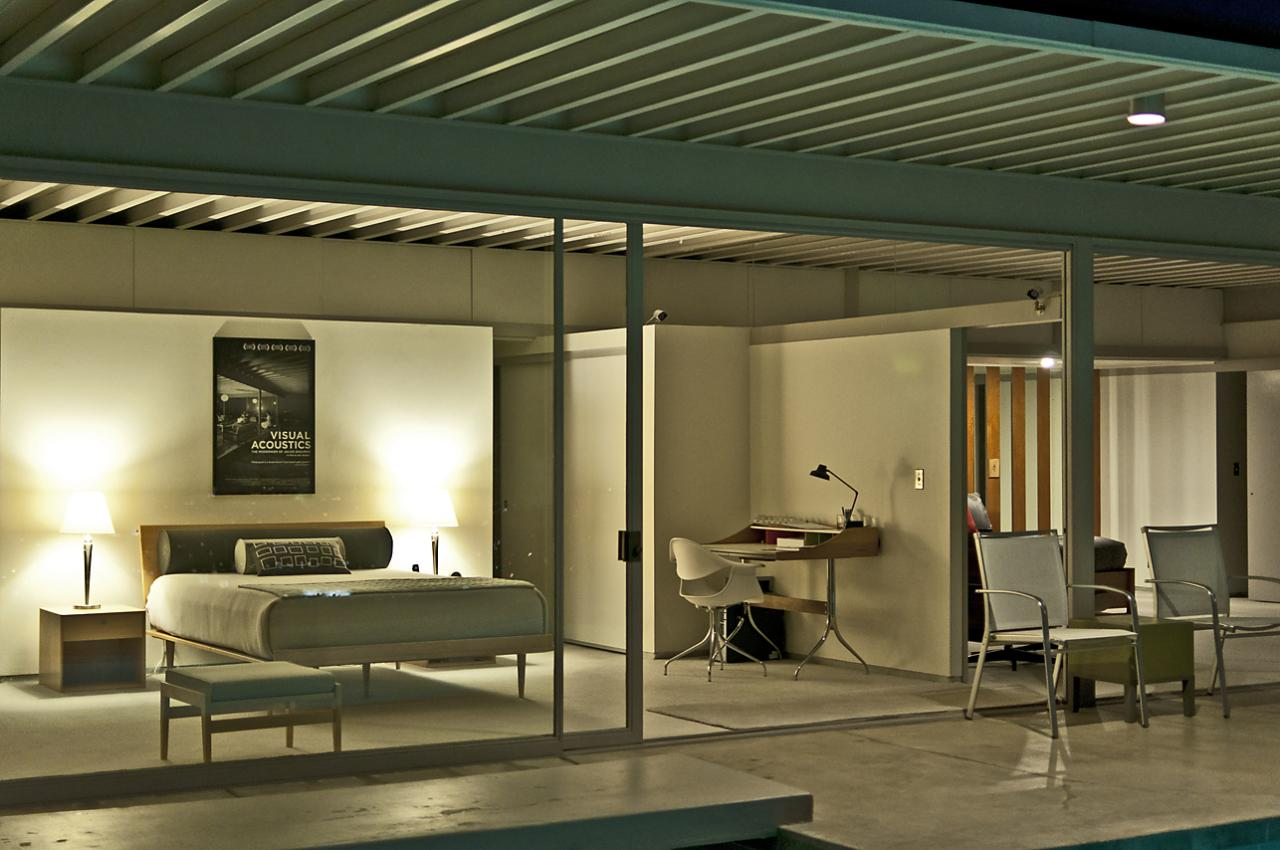
Chambre

Elle est inspirée de la précédente Bailey House – Case Study House (en) n°21 de Bel Air (du même architecte) et construite en bordure de falaise des Collines d'Hollywood, sur un terrain très accidenté de 20x40m, en surplomb de 300 m sur Hollywood Boulevard et Sunset Boulevard, avec une vue panoramique exceptionnelle de 270° sur Los Angeles, Hollywood, Westwood, et Beverly Hills... La construction dure 13 mois pour un coût de 37 500 dollars de l'époque, avec une salle à manger-salon-cuisine américaine, deux chambres, deux salles de bains, piscine, et architecture d'intérieur et meubles design de style mid-century modern (en) en vogue de l'époque.

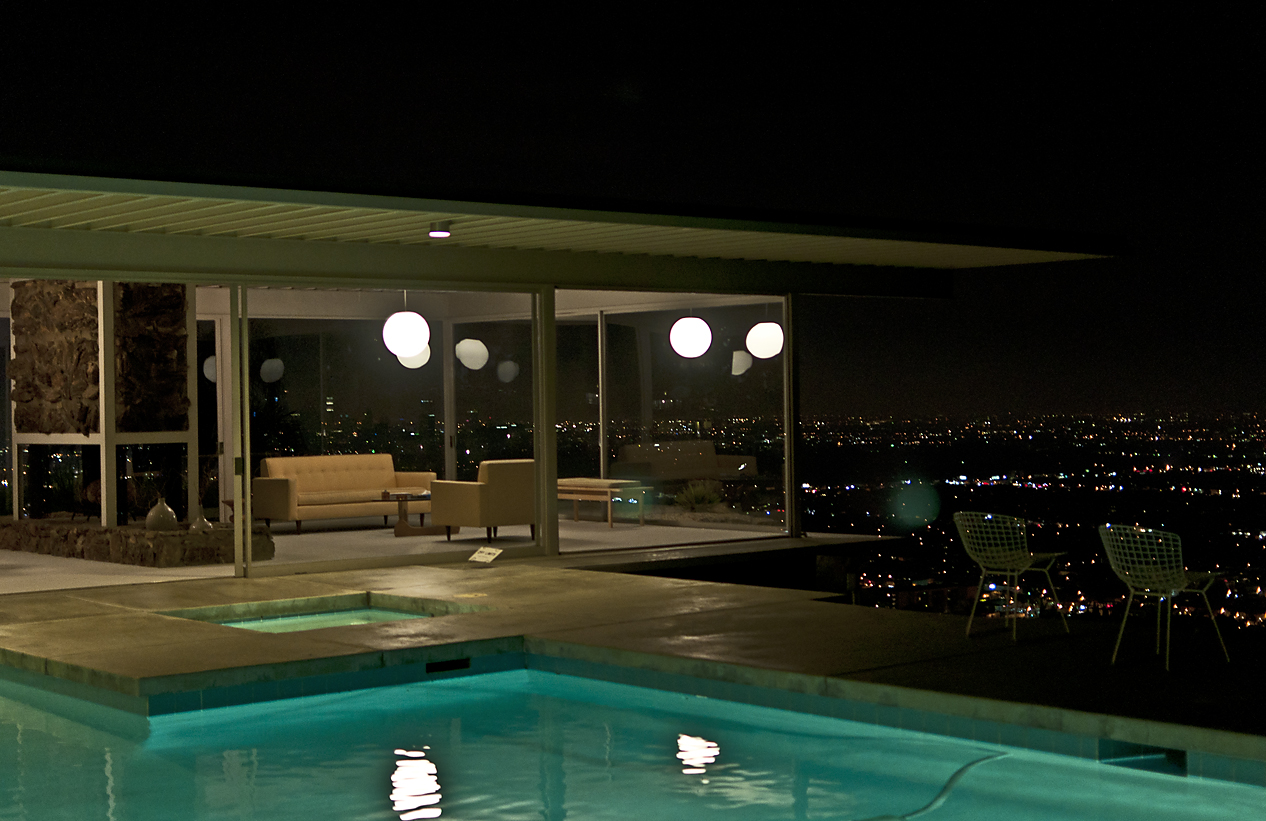
Vue panoramique de nuit
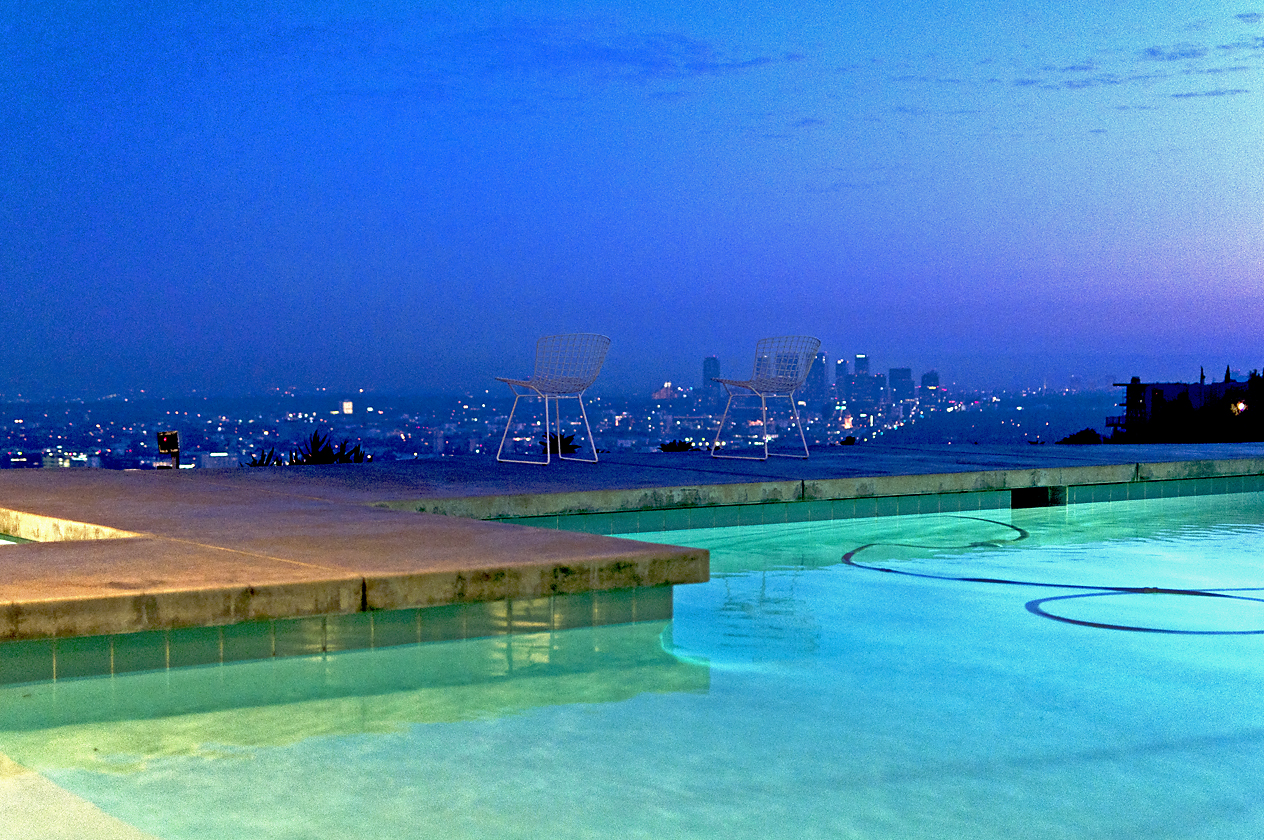
depuis la piscine

Elle est notamment célèbre grâce à une des photographies glamours les plus emblématiques de Los Angeles, du photographe d’architecture  Julius Shulman en 1960, montrant deux femmes confortablement assises dans un angle vitré éclairé de la maison, de nuit, vues depuis la piscine extérieure, avec une vue nocturne panoramique exceptionnelle sur Los Angeles,.

## Classement
- 1999 : classée Los Angeles Historic-Cultural Monument[9].
- 2007 : classée 140e place sur 150 bâtiments de la liste America's Favorite Architecture de l'American Institute of Architects (une des 11 constructions de Californie du Sud et la seule propriété privée de la liste[10]).
- 2008 : classée parmi les dix plus remarquables maisons de Los Angeles de tous les temps, du Los Angeles Times[11].
- 2013 : classée au Registre national des lieux historiques des États-Unis.

## Cinéma et télévision
La maison est utilisée pour de nombreuses campagnes publicitaires et photographies de revues et de mode, et apparaît également dans les séries télévisées Auto-patrouille, Emergency! (en), Les Simpson, American Dad! et le premier pilote de Columbo de 1967, intitulé Inculpé de meurtre...
Elle apparaît également dans les clips Release Me (Wilson Phillips song) (en) du groupe Wilson Phillips de 1990 et I Don't Wanna Stop (song) (en) d'ATB de 2003.
Elle apparaît dans de nombreux films dont : 
- 1962 : Smog, de Franco Rossi, avec Annie Girardot[15]
- 1967 : Inculpé de meurtre (Columbo, téléfilm)
- 1990 : Le Premier Pouvoir, de Robert Resnikoff
- 1991 : La Chanteuse et le Milliardaire, de Jerry Rees, avec Kim Basinger et Alec Baldwin
- 1994 : Corrina, Corrina, de Jessie Nelson, avec Whoopi Goldberg
- 1998 : La Carte du cœur, de Willard Carroll (en), avec Sean Connery, Angelina Jolie, Gillian Anderson
- 1998 : Why Do Fools Fall in Love (film), de Gregory Nava, avec Halle Berry
- 1999 : Galaxy Quest, de Dean Parisot, avec Sigourney Weaver
- 1999 : Passé virtuel, de Josef Rusnak
- 2000 : Nurse Betty, de Neil LaBute, avec Morgan Freeman, et Renée Zellweger
- 2001 : Blow, de Ted Demme, avec Johnny Depp
- 2002 : Arrête-moi si tu peux, de Steven Spielberg, avec Leonardo DiCaprio, Tom Hanks, Nathalie Baye
- 2005 : La Vérité nue, d'Atom Egoyan